# من از سپیده صبح بیزارم
من از سپیده صبح بیزارم فیلمی به کارگردانی علی کریم محصول سال ۱۳۹۱ است.
این فیلم برای شرکت در بخش نوعی نگاه سی و یکمین جشنواره فیلم فجر انتخاب شد که به دستور و اصرار شورای نظارت و ارزشیابی وزارت ارشاد دولت محمود احمدی‌نژاد به نام من عاشق سپیده صبحم تغییر نام داد. ولی با نام اصلی خود من از سپیده صبح بیزارم در نمایش‌های خارج از ایران حضور داشت. در اوایل سال ۱۳۹۳ با رویکرد جدید در مدیریت فرهنگی دولت تدبیر و امید وعده نمایش این فیلم با نام اصلی خود من از سپیده صبح بیزارم در کنار باقی فیلم‌هایی که فرصت نمایش عمومی بدست نیاورده‌اند با طراحی اکران هنر و تجربه داده شد. علی کریم در نمایش عمومی فیلم من از سپیده صبح بیزارم را به عباس کیارستمی تقدیم کرد.

## خلاصه داستان
امیر دستیار کارگردان به همراه کارگردان بابک سپهری به سمت لوکیشن فیلم‌برداری می‌روند. در مسیر رسیدن به لوکیشن فیلم‌برداری کارگردان متوجه می‌شود که دستیارش حال مساعدی ندارد و چیزی را از او پنهان می‌کند...

## بازیگران
- بابک کریمی
- امیر عزیزی
- محمد احمدی
- سید علیرضا علویان
- مه‌جبین معززی
- حسین اسکندری
- مسعود سلیمانی
- مهسا ظریف
- مسعود ظریف
- هوشنگ راوی‌پور
- مروارید کاشیان

## اکران
- در سال ۱۳۹۳ فیلم من از سپیده صبح بیزارم درhammer museum به دعوت Film & Television Archive در دانشگاهUCLA به نمایش درآمد[۳][۵]
- در سال ۱۳۹۳ فیلم من از سپیده صبح بیزارم در بخش مروری بر سینمای ایران در فستیوال ادینبورگ هم به نمایش درآمد[۶]
- در سال ۱۳۹۳ فیلم من از سپیده صبح بیزارم در هجدهمین دوره Purbeck Film Festival در کشور انگلیس حضور داشت.[۷]
- در سال ۱۳۹۴ فیلم من از سپیده صبح بیزارم در فستیوال فیلم سانتا باربارا در آمریکا به نمایش درآمد.

## نامزد
- در سال ۱۳۹۲ فیلم من از سپیده صبح بیزارم نامزد جایزه خلاقیت و استعداد درخشان در جشن منتقدین سینمایی ایران شد.[۸]